# Bisdom Limoeiro do Norte
Het bisdom Limoeiro do Norte (Latijn: Dioecesis Limoëirensis) is een rooms-katholiek bisdom met als zetel Limoeiro do Norte, in Brazilië. Het bisdom is suffragaan aan het aartsbisdom Fortaleza.

## Geschiedenis
Het bisdom werd opgericht op 7 mei 1938, uit delen van het aartsbisdom Fortaleza.

## Parochies
Het bisdom had in 2021 een oppervlakte van 18.440 km2 en telde 562.418 inwoners waarvan 78,9% rooms-katholiek was.

## Bisschoppen
- Aureliano de Matos (30 januari 1940 - 19 augustus 1967)
- José Freire Falcão (19 augustus 1967 - 25 november 1971; coadjutor sinds 24 april 1967)
- Pompeu Bezerra Bessa (25 januari 1973 - 18 mei 1994)
- Manuel Edmilson da Cruz (18 mei 1994 - 6 mei 1998; apostolisch administrator sinds 22 mei 1992)
- José Haring (19 januari 2000 - 10 mei 2017)
- André Vital Félix da Silva (10 mei 2017 - heden)

Fortaleza (aartsbisdom) · Crateús · Crato · Iguatu · Itapipoca · Limoeiro do Norte · Quixadá · Sobral · Tianguá